# Кондратьевка (Хабаровский край)
Кондра́тьевка — село в районе имени Лазо Хабаровского края России. Административный центр Кондратьевского сельского поселения.

## География
Село Кондратьевка стоит на левом берегу реки Хор немного выше посёлка Новостройка.
От посёлка Новостройка на восток (вверх по левому берегу реки Хор) идёт дорога к Кондратьевке, Святогорью и к Каменец-Подольску.
Расстояние от Кондратьевки до автотрассы «Уссури» около 2 км.

## Население
| 2002 | 2010 | 2011 | 2012 | 2021 |
| ---- | ---- | ---- | ---- | ---- |
| 419  | ↘350 | →350 | ↘339 | ↘287 |

## Улицы
- ул. Набережная,
- ул. Центральная,
- ул. Юбилейная.

## Экономика
Жители занимаются сельским хозяйством.

## Инфраструктура
В селе расположены ФАП и администрация поселения.